# Stazione di Milano Villapizzone
La stazione di Milano Villapizzone è una fermata ferroviaria situata sul tronco comune alle linee Torino-Milano e Domodossola-Milano, nonché alla linea di cintura e al passante ferroviario. È situata nell'omonimo quartiere.

## Storia
La stazione di Milano Villapizzone fu aperta il 30 giugno 2002 sul cosiddetto "ramo Certosa" del passante, aperto il 30 maggio 1999. Il nuovo impianto sostituì la vecchia stazione di Milano Bovisa, sita alcune centinaia di metri più ad est, nell'area occupata dalla rampa di accesso alla galleria del passante.

## Strutture ed impianti
È, insieme alla stazione di Milano Bovisa Politecnico della rete Ferrovienord, uno dei due scali ferroviari prossimi alla sede di Bovisa del Politecnico di Milano, composta dai campus di via La Masa, nel quale si trovano diverse facoltà di ingegneria industriale (al quale è collegata da un breve tratto pedonale), e dai campus di via Durando e via Candiani, dove sono alloggiate le facoltà di disegno industriale.
Dal 2006 al 2011 la stazione è stata a servizio anche della Triennale Bovisa di Milano (TBVS), struttura museale collocata proprio a ridosso della stazione.
L'impianto è dotato di sei binari passanti, serviti da quattro marciapiedi, accessibili e collegati tra di loro grazie alle scale e ad un ampio atrio sotterraneo. È di poco precedente al punto di immissione del passante ferroviario nel tracciato sotterraneo. Sono caratteristiche le pensiline, progettate dall'architetto Angelo Mangiarotti, identiche a quelle delle stazioni di Milano Certosa, Milano Rogoredo e Rho Fiera, anch'esse ideate da Mangiarotti.

## Movimento
La stazione è fermata dei treni del servizio ferroviario suburbano di Milano delle linee S5 (Varese-Pioltello Limito-Treviglio), S6 (Novara-Pioltello Limito-Treviglio) ed S11 (Chiasso-Milano Porta Garibaldi-Rho). Le linee S5 ed S6 servono lo scalo tutti i giorni a frequenza semioraria, la linea S11 solo nei giorni lavorativi a frequenza oraria, in quanto tutte le corse S11 dei giorni non lavorativi e circa la metà di quelle dei giorni lavorativi hanno capolinea a Milano Porta Garibaldi e non raggiungono Rho. Alla stazione fermano anche i treni RegioExpress Milano Porta Garibaldi-Pioltello Limito-Bergamo e i treni regionali Milano Porta Garibaldi-Treviglio-Cremona, durante le ore di punta dei giorni feriali, a frequenza oraria.